# Louis Kugelmann
Louis Kugelmann (né le 19 février 1828 à Lemförde et mort le 9 janvier 1902 à Hanovre) est un gynécologue et socialiste allemand.
Proche de Karl Marx avec lequel il entretint une longue correspondance, il fut membre de l'Association internationale des travailleurs puis du SPD.